# Hypatopa segnella
Hypatopa segnella is een vlinder uit de familie spaandermotten (Blastobasidae). De wetenschappelijke naam is voor het eerst geldig gepubliceerd in 1873 door Zeller.
De soort komt voor in Europa.